# Juan Antonio Porto
Juan Antonio Porto Alonso (La Corunya, 1937 - Madrid, 16 de febrer de 2021) fou un guionista espanyol.

## Biografia
Diplomat en Direcció per la Escola Oficial de Cinematografia, Porto és un dels mestres de l'escriptura de guions cinematogràfics a Espanya. Col·laborador habitual de cineastes com Pilar Miró i Pedro Olea en pel·lícules com El crimen de Cuenca, Beltenebros, El bosque del lobo, La casa sin fronteras o La Corea, ha destacat especialment en l'adaptació d'obres literàries, com "La Regenta", de Gonzalo Suárez; la citada "Beltenebros" o la sèrie televisiva La forja de un rebelde, de Mario Camus. Autor de nombrosos assajos i textos sobre temes cinematogràfics, Porto ha desenvolupat també una fructífera labor pedagògica impartint classes a l'Escola de Cinema de la Comunitat de Madrid. El seu guió més recent és el de La conjura de El Escorial, d'Antonio del Real. Al febrer de 2009 el Consell de Ministres d'Espanya li va atorgar la Medalla d'Or al Mèrit en les Belles Arts.